# Юбилей
Юбиле́й (от лат. Jubilaeus, от др.-евр. יובל‬ йове́ль) — торжество, празднество по поводу пятидесятилетия, столетия, тысячелетия; в частных случаях — празднование годовщины (выражающейся в круглых и крупных числах) деятельности какого-нибудь лица или учреждения, а также торжественное заседание, банкет и тому подобные, посвящённые такому празднованию.
Согласно Александру Чудинову, юбилеем называлось празднование свершившегося 25- и 50-летия со времени какого-либо важного случая.

## Термин
Древнееврейское слово «йовель» или «ювель» означало «бараний рог», позже — «год свободы». Так называли установленный пророком Моисеем 50-й год, когда проданные и заложенные земли возвращались к прежним владельцам, рабы получали свободу, прощались долги должникам, Закон (Тора) читался народу и земля отдыхала от полевых работ. Этот «год свободы» наступал каждые пятьдесят лет, после семи седьмиц, то есть семи семилетий.

## История
Jubilaeus annus — юбилейным годом — стали называть год, когда паломничество в Рим с посещением сначала двух (собор апостола Петра и базилика апостола Павла за стенами), затем четырёх папских базилик (дополнительно Латеранская базилика и Санта-Мария-Маджоре) предоставляло католикам получение полной индульгенции.
Святые врата (Santa Porta) — это особые двери, установленные рядом с основными и открытые только во время года, объявленного юбилейным. Папа Бонифаций VIII объявил юбилейным каждый 100-й год, начиная с 1300-го. Но вскоре папа Климент VI сделал юбилейным каждый 50-й, Урбан VI — каждый 33-й, затем сократил срок Павел II — до 25 лет в 1470 году. В настоящее время Юбилейный год отмечается каждые 25 лет. Однако иногда папа римский провозглашает внеочередной Священный год (например, 2016).
В 2016 году для получения полной индульгенции католики должны исповедаться, причаститься, прочесть Символ веры, помолиться за римского папу и о его нуждах, а также пройти через любые Святые врата, открытые в четырёх великих папских базиликах, а также в каждом кафедральном соборе мира и в храмах, выбранных по постановлению епархиального епископа.

## Виды юбилеев

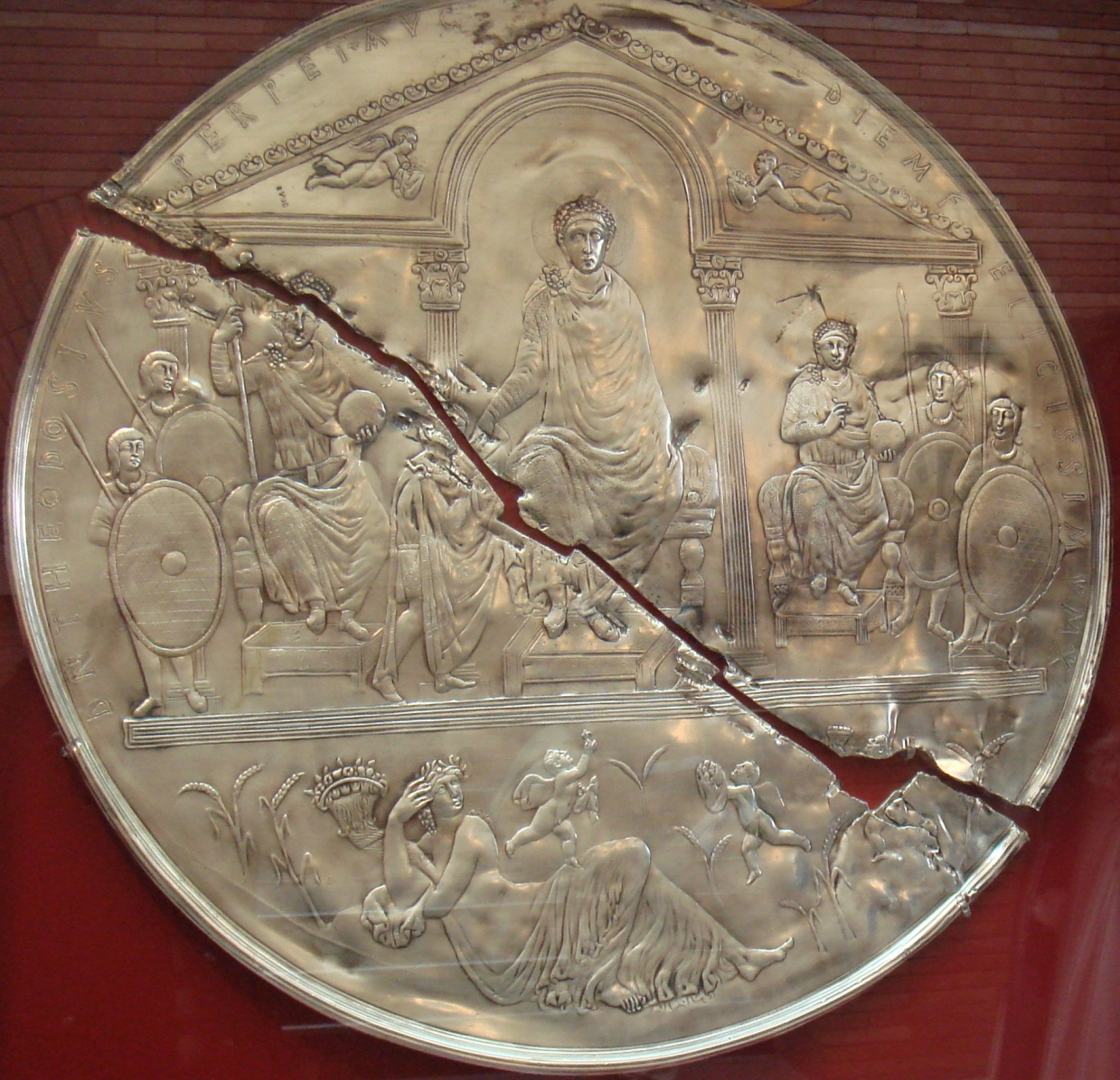
Юбилейный миссорий Феодосия Великого, изготовленный к 10-й годовщине его царствования

### Юбилеи государей
В Древнем Египте главным государственным праздником был 30-летний юбилей царствования фараона. По восточному обычаю римские императоры эпохи домината также широко отмечали круглые даты своего пребывания на престоле. Эта традиция была возобновлена европейскими монархами в Новое время. С особенной помпезностью отмечался 50-летний юбилей пребывания на престоле королевы Виктории в 1887 году. Елизавета II справила «золотой юбилей» гораздо более скромно (в 2002 году). Традиция празднования юбилеев существует и в восточных монархиях; в Токио до сих пор много объектов, построенных к 50-летию правления Хирохито в 1976 году.

### Государственные
Празднуются согласно постановлениям официальных властей по случаю основания страны (например, 1000-летие России, обретения родины в Венгрии), города (смотри наиболее масштабные дни города), ведомства и так далее, важного события в истории страны (например, 1000-летие Крещения Руси, 50-летие первого полёта человека в космос, Столетие Октябрьской революции) и по прочим поводам.

### Частные
В современном смысле юбилей обычно празднуется по следующим поводам: день рождения, день свадьбы, основание фирмы, годовщина начала трудовой деятельности. Юбиляр организует по этим поводам торжество и получает от приглашённых поздравления и подарки. Юбилеем может быть празднование, кратное 10 и 25 для годовщин событий. В странах Азии юбилейными также считаются годовщины, кратные 12 (каз. мүшел жас). По восточному календарю юбилеи приходятся на год одного и того же животного.